# 群帶路里程碑

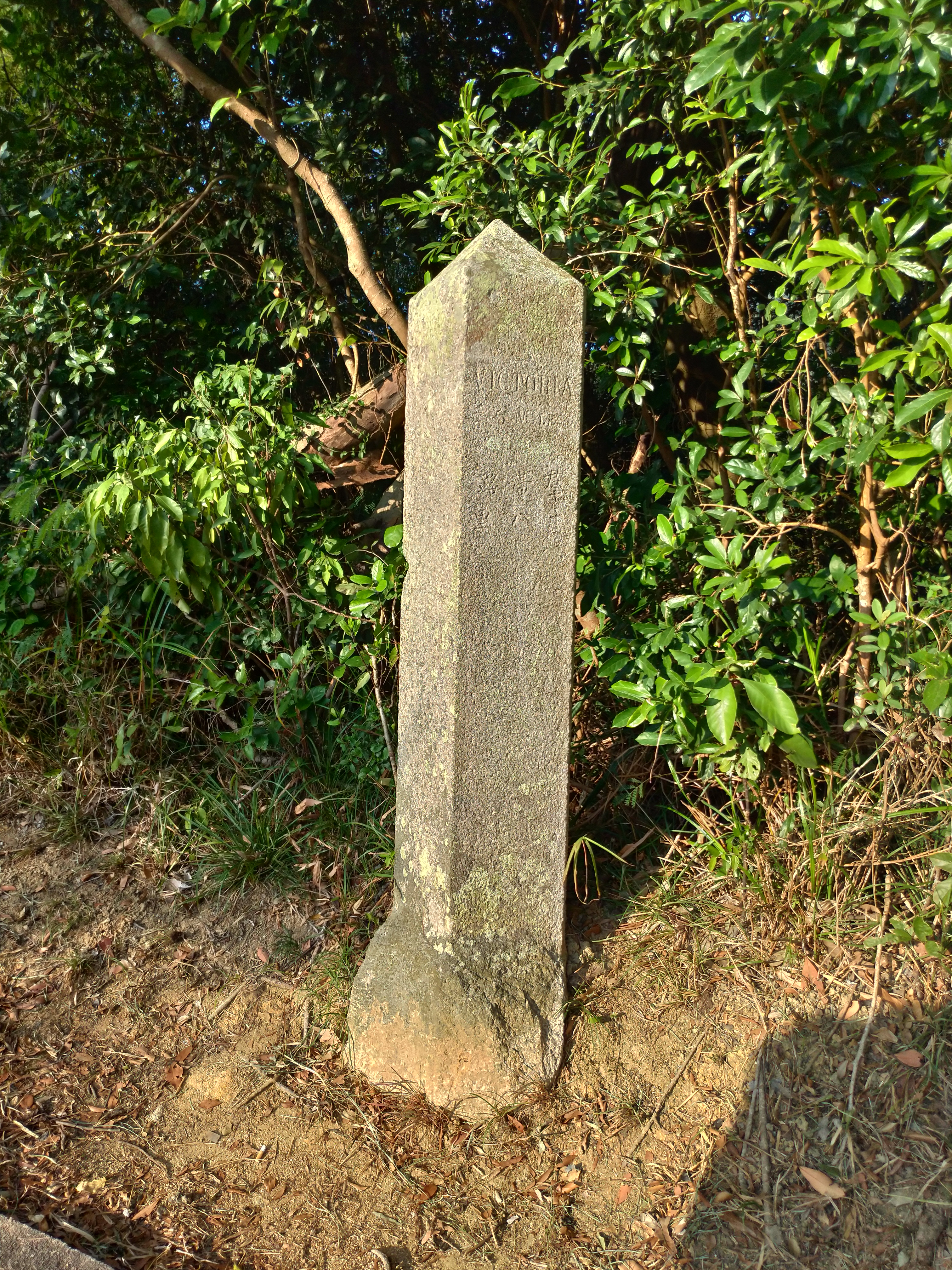
豎立在大潭水塘道旁的群帶路里程碑。

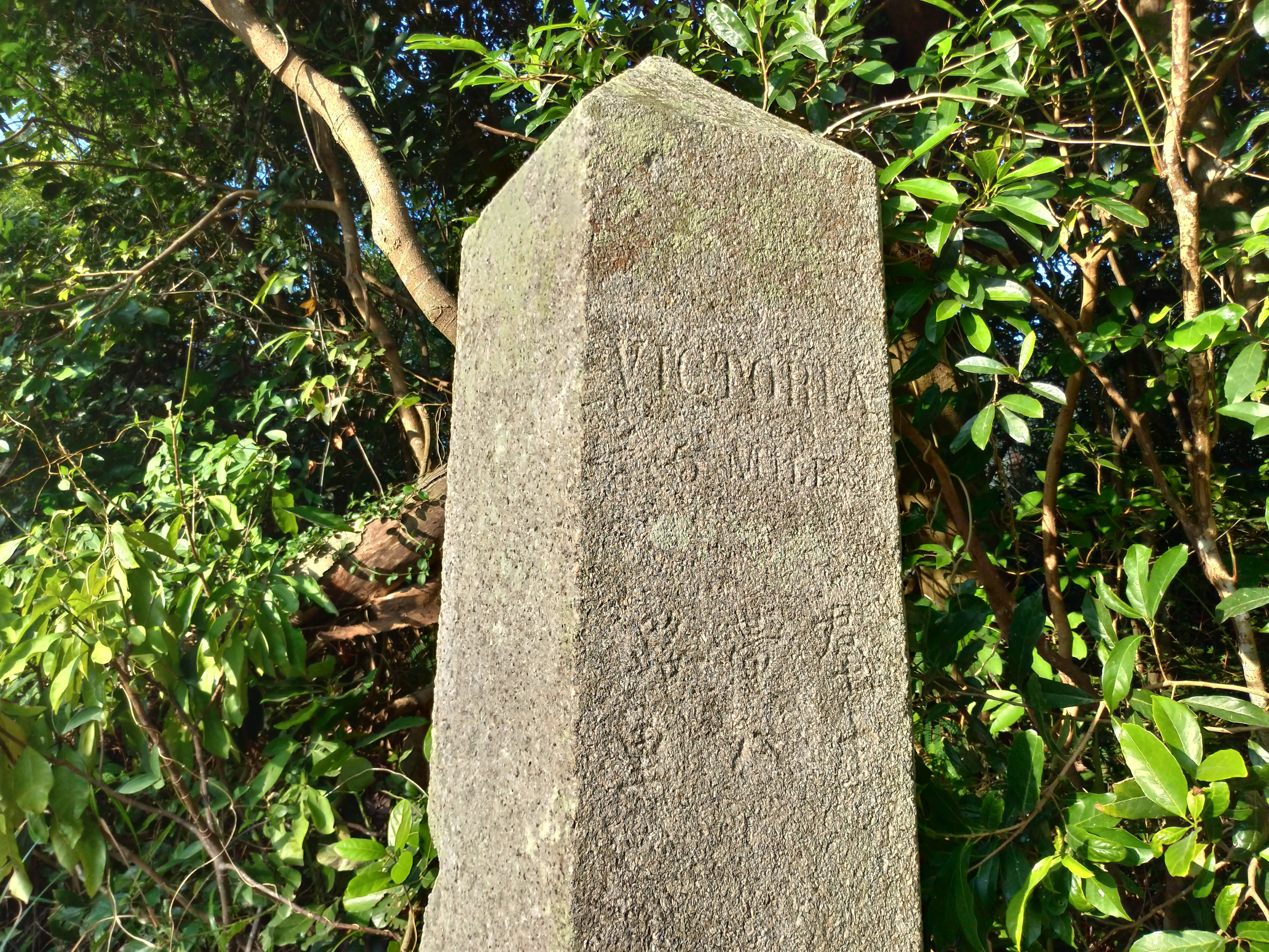
大潭水塘道的群帶路里程碑，碑上刻有英文“VICTORIA 5 MILES”及中文「羣帶路 十八里」，由於分別以英里及華里標示距離，所以數字不同。

群帶路里程碑（英語：Kwan Tai Lo Milestone）是香港的一組石碑，使用花崗石鑿成，為截面呈正方形或三角形的石柱，高度約1米，尖頂，碑上刻有英文字及中文字，分別以英里及華里，標示該處在群帶路上與維多利亞城及石排灣（石排灣以西之里程碑）或者赤柱（石排灣以東之里程碑）的距離，該等道路大約是現在的薄扶林道、石排灣道、黃竹坑道、香島道及淺水灣道。裙帶路（Kwan Tai Lo）又寫作群大路（Kwun-tai-loo）。

## 由來
1841年，英國人宣告香港開埠，成立香港政府，並且在香港島進行人口統計，指「群帶路」一帶約有50人居住在漁村。1846年，香港政府以「群帶路」為基礎，修建連接維多利亞城至赤柱的道路，於1850年至1859年間，沿途豎立多塊使用花崗石鑿成的里程碑，即為「群帶路里程碑」，但這些里程碑隨著歲月流逝，漸漸因種種原因而受損，甚至被遺棄，一度完全被淹沒在香港歷史之中。
1967年1月，刻有「群帶路」三字的里程碑在石排灣道的一所石屋外被發現，引證了群帶路的真實性，現時該石碑被收藏在香港歷史博物館。其後於大潭水塘道發現另外一塊里程碑，該石碑被原址保留。